# نقطة ميتة (هندسة)

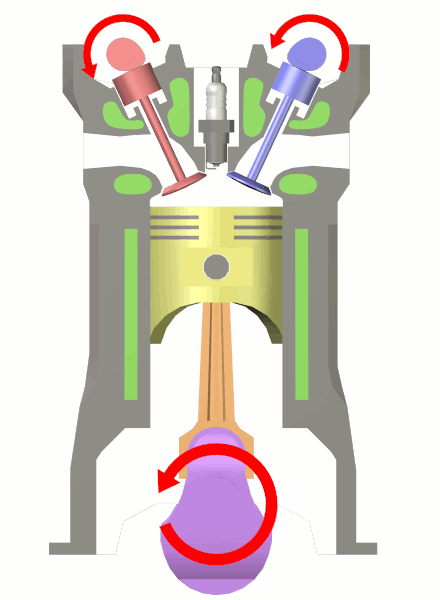

النقطة الميتة في المحركات المترددة هي الوضع الذي يكون فيه المكبس في أقرب نقطة أو أبعد نقطة لعمود المرفق، وعندما يكون قريبًا لعمود المرفق تكون تلك النقطة الميتة السفلي بينما تُسمي بالنقطة الميتة العليا عندما يكون بعيدًا عن عمود المرفق.
وبشكلٍ عام، فإن النقطة الميتة هي أي وضع للمرفق تكون القوة المبذولة عندها رأسية بطول محورالمرفق، أي أنه لا يكون هناك أي قوة غير محورية تؤثر علي المرفق.
وهناك أنواع كثير للماكينات التي تعمل من خلال آلية المرفق مثل الدراجات الأحادية والدراجات الهوائية والدراجة الثلاثية والأنواع المختلفة للمكابس وآلات الضغط ومحركات الديزل والمحركات التي تعمل بوقود السيارات و القاطرات البخارية والمحركات البخارية.
وتعتمد الآلات التي تعمل بواسطة آلية المرفق علي الطاقة المخزنة (طاقة الوضع) في الحدافة لتتغلب علي النقطة الميتة وتجعل المكبس يتجاوزها أو يتم تصميم تلك الآلات في حالة المحركات متعددة الإسطوانات بحيث ينعدم تواجد تلك النقاط الميتة بالنسبة لكل عمدان المرفق في نفس اللحظة.
القاطرات البخارية هي مثال لما ذكرناه سابقًا حيث أن نقاط التوصيل يتم تهيئة ترتيبها بحيث تكون النقطة الميتة لكل اسطوانة تحدث في لحظة مخالفة للحظة التي تحدث فيها في الاسطوانة الأخرى أو الأسطوانات المتبقية.

## الدراجات الأحادية
المرفق في الدراجات الأحادية له نقطتين ميتتين الأولي تقع في الوضع عندما تشير عقارب الساعة للساعة الثانية عشر والآخري عند الساعة السادسة حيث أن الدفع البسيط لأسفل علي دواسة الدراجة الهوائية لن يجعل العجلة تتحرك لكن قدم السائق قادرة علي التأثير بقوة مماسية للدواسة وبالتالي تتغلب عليها وتتحرك العجلة.
والعجلة التي تستخدم ترس واحد مثبت تستخدم زخم الحركة للدراجة وقائد الدراجة لجعل العجلة تتحرك حتي إن لم يقم السائق بتدوير الدواسة.

## محرك ترددي
في المحركات الترددية تكون النقطة الميتة العليا للمكبس الأول هي النقطة التي تم معايرة نظام الإشعال في المحركات عليها، حيث إذا ما بلغ المكبس تلك النقطة فإنه يُطلب من المحرك أن يبدأ الإشعال.
على سبيل المثال، فإن توقيت الإشعال تم تحديده كدرجات من دوران عمود المرفق قبل النقطة الميتة العليا، وفي بعض المحركات القليلة ذات الاحتراق السريع تتطلب إشعال للوقود بعد وصول المكبس للنقطة الميتة العليا مثل محرك سيارة النيسان إم إيه ذو المحركات البيضاوية أو محركات الهيدروجين.
النقطة الميتة العليا للأسطوانة يتم تحديدها عادة عن طريق عمود المرفق أو الحدافة أو كليهما.
في المحركات ذات الاسطوانات المتعددة من الممكن أن تصل المكابس للنقطة الميتة العليا في آن واحد أو في أوقات مختلفة حسب شكل المحرك.
- في المحركات شكل V ثنائية المكبس يصل مكبسين إثنين إلي النقطة الميتة العليا عند وقتين مختلفين الفرق بينهما هو المسافة الزاوية بين الإسطوانتين.
- في المحركات المسطحة الثنائية المكبس هناك مكبسين متقابلين يصلان إلي النقطة الميتة العليا في نفس الوقت ويمسي هذا الوضع بـ 0°إزاحة، لكن في شوط الانضغاط فهناك مكبس واحد فقط يكون عند النقطة الميتة العليا ويكون الآخر عند النقطة الميتة العليا في شوط العادم.
- في المحركات المستقيمة الرباعية يكون المكبسين اللذان في الطرف (الأول والرابع) عند النقطة الميتة العليا في نفس الوقت وكذلك المكبسين المتوسطين (الثاني والثالث)، لكن هذا الزوج من المكابس يصل للنقطة الميتة العلية بإزاحة زاوية تُقدر بـ180°. وهناك أنظمة أخرى للمحركات المستقيمة بعدد اسطوانات فردي تعمل بنفس الطريقة.

إنتشر مفهوم النقطة الميتة العليا ليصل لمحركات ويشير إلي النقطة التي يكون عندها حجم غرفة الاحتراق أصغر ما يمكن، وهذا يحدث عدة مرات في الدورة الواحدة تصل إلي ثلاث مرات كل دورة يدورها العضو الدوار.
ويمكننا الحصول علي قيمة إزاحة المحرك كاملة بواسطة النقطة الميتة العليا والنقطة الميتة السفلي وضرب حاصل طرحهما في عدد إسطوانات المحرك.

## المحركات البخارية
عادة ما تكون المحركات البخارية في وضع أفقي لذا يكون المسمي المقابل للنقاط الميتة هي النقطة الميتة الأمامية والنقطة الميتة الخلفية، بدلًا من استخدام مصطلحي عليا وسفلي.
إذا توقفت إسطوانة واحدة في المحركات البخارية عند أي وضع لنقطة ميتة فيجب أن يتم تحريكها بعيدًا عن تلك النقطة قبل إعادة التشغيل.
في المحركات الصغيرة يتم هذا بواسطة إدارة الحدافة يدويُا، بينما في المحركات الكبيرة يتم إدارة الحدافة بواسطة رافعة أو عمود إدارة ويجب فعل ذلك بحرص.
القاطرات البخارية عادة ما تملك اسطوانتين ويتم تهيئتها حيث يكون المرفق مُدار لليمين في وضع السكون لذا فأن أحد المكابس سيكون بعيدًا دائمًا عند بداية التشغيل عن النقطة الميتة ولن يتطلب المحرك مساعدة خارجية لتشغيله.

## آلات أخرى
يتم استخدام مصطلح النقطة الميتة في معدات الإنتاج مثل آلات الطحن والضغط والبثق حيث تحتوي علي عمود مرفق مثلما يوجد في المحركات حيث تكون النقطة الميتة العليا في الوضع الذي يكون فيه المكبس في أبعد نقطة عن الشريحة أو اللوح المطلوب ضغطه أو كبسه.